# Columbia Records
Columbia Records est une maison de disque américaine fondée en 1889 et appartenant aujourd'hui au groupe japonais Sony Music Entertainment.

## Historique

### Les débuts

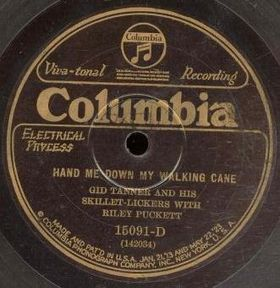
Etiquette de disque Columbia.

Sa fondation remonte à janvier 1889, ce qui en fait la plus ancienne marque de disque de l'histoire phonographique encore en activité[réf. souhaitée]. Elle est fondée à Washington par un groupe d'investisseur parmi lesquels Edward D. Easton, qui deviendra son premier dirigeant, dans le but de distribuer les produits de la North American Phonograph Company, pour le compte notamment de Thomas Edison, sur le Delaware, le Maryland et le district de Columbia. La toute nouvelle société étant basée dans ce dernier, elle prend le nom de Columbia Phonograph Company. Elle commence rapidement à commercialiser des enregistrements originaux pour les phonographes qu'elle distribue.
Son premier directeur artistique, Alex Steinweiss, embauché en 1938, est connu pour avoir introduit l'artwork sur les pochettes des disques vinyles, qui jusqu'alors n'étaient pas décorées.

### Groupes et Artistes
Columbia fait partie de Sony Music Entertainment en tant que label discographique depuis 1988.
Columbia produit des artistes comme The Offspring, Céline Dion, Beyoncé, Destiny's Child, Pharrell Williams, Tony Bennett, Adele, Gossip, Barbra Streisand, AC/DC, Patrick Fiori, John Mayer, Daft Punk, MGMT, The Vaccines, Billy Joel, Patricia Kaas, The Ting Tings, Il Divo, Bruce Springsteen, Raphael Saadiq, Susan Boyle, Mary Mary, Little Mix, Zayn Malik One Direction, System of a Down, Willow Smith, Calvin Harris, David Bowie, Dave Gahan, Depeche Mode, Rita Ora, Katharine McPhee, John Legend, Juicy J, Haim, Dixie Chicks, Foster The People, Selah Sue, T.I., Train, Lea Michele, Lous and the Yakuza, etc.
Depuis sa création, le label a également eu dans ses rangs de nombreux artistes à renommée internationale tels que : MN8, Beyoncé, Harry Styles, BTS, Jennie Kim, Céline Dion, Daft Punk, Johnny Cash, Mariah Carey, Ray Charles, Elvis Costello, Aretha Franklin, Will Smith, Ricky Martin, James Royal, Jennifer Lopez, Shakira, Fugees, Jessica Simpson, Tina Arena, Marc Anthony, Kelly Rowland, Da Brat, Bob Dylan, Nina Hagen, Delta Goodrem, Billie Holiday, Lauryn Hill, Julio Iglesias, Willie Nelson, Dolly Parton, Frank Sinatra, Bonnie Tyler, Wham!, ZZ Top, Nas, Da Brat, Wyclef Jean, Amerie, The 411, Play, Alicia Keys, Neil Diamond, etc.
Pour la France, elle a signé : Mike Brant, Michel Fugain, Daft Punk, Yannick Noah, Natasha St-Pier, Laurent Voulzy, Julie Zenatti, Nâdiya, Clara Morgane, Lorie, Garou, Humphrey, Danièle Danaé, Le 3e Œil, Pierre Garnier, Lenie, Marine et bien d'autres encore.
Columbia Records a été dirigé par Clive Davis entre 1967 et 1973. Actuellement[Quand ?] le label est dirigé par Steve Barnett et Rick Rubin.